# وزنه‌برداری در المپیک تابستانی ۱۹۳۲
وزنه‌برداری در بازی‌های المپیک تابستانی ۱۹۳۲ نام رویداد ورزش وزنه‌برداری در بازی‌های المپیک تابستانی بود که در سال ۱۹۳۲ برگزار شد. این مسابقات از ۵ بخش تشکیل شده بود که فقط برای مردان بود و در لس آنجلس، آمریکا برگزار شد.
فرانسه توانست با کسب ۳ طلا برنده این مسابقات شود.

## مدال‌آوران
| بازی‌ها       | طلا                         | نقره                      | برنز                              |
| 60 kg        | ریمون سوونی · فرانسه        | هانس وولپرت · آلمان       | تونی ترلازو · ایالات متحده آمریکا |
| 67.5 kg      | رنه دوورژه · فرانسه         | هانس هاس · اتریش          | گاستونه پیرینی · ایتالیا          |
| 75 kg'       | رودولف ایسمایر · آلمان      | کارلو گالیمبرتی · ایتالیا | کارل هیپفینگر · اتریش             |
| 82.5 kg      | لوئی اوستن · فرانسه         | اسوند اولسن · دانمارک     | هنری دوئی · ایالات متحده آمریکا   |
| Over 82.5 kg | یاروسلاو اسکوبلا · چکسلواکی | واسلاف پشنیچکا · چکسلواکی | یوزف اشتراسبرگر · آلمان           |

## جدول مدال‌ها
| رتبه  | کشور                      | طلا | نقره | برنز | مجموع |
| ۱     | فرانسه (FRA)              | ۳   | ۰    | ۰    | ۳     |
| ۲     | آلمان (GER)               | ۱   | ۱    | ۱    | ۳     |
| ۳     | چکسلواکی (TCH)            | ۱   | ۱    | ۰    | ۲     |
| ۴     | اتریش (AUT)               | ۰   | ۱    | ۱    | ۲     |
| ۴     | ایتالیا (ITA)             | ۰   | ۱    | ۱    | ۲     |
| ۶     | دانمارک (DEN)             | ۰   | ۱    | ۰    | ۱     |
| ۷     | ایالات متحده آمریکا (USA) | ۰   | ۰    | ۲    | ۲     |
|       |                           |     |      |      |       |
| مجموع | مجموع                     | ۵   | ۵    | ۵    | ۱۵    |